# Guus Trestorff
Augustus George Cornelis (Guus) Trestorff (Amsterdam, 15 augustus 1905 – aldaar, 15 juli 1944) was een Nederlandse verzetsstrijder tijdens de Tweede Wereldoorlog.
In mei 1944 richtte Guus Trestorff samen met een aantal andere sociaaldemocraten het blad Vrije Gedachten op, dat tot doel had de terugkeer en partijvorming van de SDAP te ondersteunen. 
Hij is tijdens de mislukte overval op het Huis van Bewaring aan de Weteringschans zwaargewond geraakt en in het Amsterdamse Wilhelmina Gasthuis overleden.
Na afloop van de oorlog is er in Amsterdam een straat naar hem vernoemd, de Guus Trestorffstraat.